# Historia de la animación por computadora
La historia de la animación por computadoras empieza a finales de 1940 y principios de 1950 con los primeros experimentos con gráficos por computadora, entre ellos destacando John Whitney - pero no fue sino hasta principios de 1960 que las computadoras comenzaron a volverse populares cuando nuevos enfoques en los gráficos computacionales prosperaron. En un principio sus usos fueron estrictamente para científicos, ingenieros y otros propósitos de investigación; sin embargo su uso artístico comenzó hasta mediados de 1960. Ya a mediados de 1970 muchos de estos gráficos comenzaron a abrirse camino a los medios de comunicación. Muchos de estos gráficos eran imágenes bidimensionales, hasta que el poder de procesamiento lo permitió cuando comenzaron los esfuerzos por recrear tres dimensiones. Hacia finales de 1980, el foto realismo tridimensional comenzó a utilizarse en algunas películas, y a mediados de 1990 se llegó al punto en el cual la animación 3D fue utilizada completamente en una producción fílmica.

## Los primeros pioneros: 1940-1960
John Whitney
John Whitney fue un animador estadounidense, compositor e inventor, conocido como el padre de la animación digital o también conocido como animación por computadora. En los 40s y 50s (1940 y 1950), él y su hermano James crearon una serie de películas experimentales con un dispositivo creado por ellos a partir de una antigua computadora análoga (Predictor Kerrinson) conectada por servos motores para controlar el movimiento de las luces e iluminar objetos — siendo estos los primeros ejercicios de control de fotografías en movimiento. Uno de los trabajos más reconocidos de Whitney de este periodo fue la secuencia de títulos para la película Vértigo de Alfred Hitchcock en 1958, donde colaboró con el diseñador gráfico Saul Bass. En 1960, Whitney fundó la empresa Motion Graphics Inc, enfocada principalmente a producir títulos para películas y televisión, al tiempo que continuaba sus trabajos experimentales. En 1968, su dispositivo para controlar fotografías fue utilizado para la película 2001:Odisea del espacio, de Stanley Kubrick y en la secuencia final de "Star Gate". Los hijos de John Whitney (Michael, Mark y John Jr.) son cineastas. John Whitney murió en 1995.
La primera imagen digital
Una de las primeras computadoras programables fue la SEAC (the Standards Eastern Automatic Computer), diseñada por el pionero de la computación Russell Kirsch en 1950 para la NBS (National Bureau of Standards) en Maryland, Estados Unidos. En 1957, su equipo presentó el escáner de tambor, el cual servía para medir las variaciones de intensidad en la superficie de una fotografía, siendo ésta la primera imagen digital. La fotografía mostraba al hijo de tres meses de Kirsch, en un recuadro de únicamente 176 x 176 píxeles, siendo esta la primera imagen escaneada. Kirsch y su equipo utilizaban la computadora para extraer dibujos lineales, contar objetos, reconocer letras y proyectar imágenes digitales en una pantalla de osciloscopio. Estos avances son considerados como precursores de las imágenes digitales, que incluso la revista Life en 2003 acreditó a dicha imagen como una de las 100 fotografías que cambiaron al mundo.
Hacia finales de los 50 y principios de los 60, las computadoras se fueron popularizando a lo largo de varias organizaciones y universidades, lo cual trajo como consecuencia que un mayor número de equipos fueran equipados con pantallas, abriendo así nuevos horizontes para la experimentación.
William Fetter
En 1960, William Fetter era un diseñador gráfico para Boeing en los Laboratorios Lawrence Livermore, y fue quien acuñó el término “gráficas computacionales” para describir su trabajo en aquella época (aunque el mismo Fetter daba el crédito por ello a su colega Verne Hudson). El trabajo de Fetter incluía el desarrollo de descripciones ergonómicas del cuerpo humano que fuesen tanto precisos como adaptables a varios ambientes, lo cual dio como resultado a la primera figura "wire-frame" tridimensional animada. Tales figuras humanas se convirtieron en íconos de las primeras gráficas computacionales, y comúnmente referidas como "Boeing Man". Fetter murió en el 2002.
Bell Labs
Bell Labs en Murray Hill, New Jersey, fueron colaboradores líderes en el desarrollo de los gráficos y animación por computadora, así como de música electrónica a principios de los 60. En un inicio, sus investigadores se interesaban por lo que las computadoras podrían hacer, sin embargo los resultados de varios trabajos visuales producidos en sus computadoras atrajeron la atención de personas como Edward Zajac, Michael Noll y Ken Knowlton convirtiéndose en artistas pioneros de la computación.
Edward Zajac produjo una de las primeras películas generadas por computadora en los laboratorios Bell en 1963, titulada A Two Gyro Gravity Gradient Attitude Control System, en la cual mostraba un satélite que podía estabilizarse para que uno de sus lados siempre estuviera en dirección a la tierra mientras este orbitaba.
Ken Knowlton desarrolló el sistema de animación Beflix (Bell Flicks) en 1963, el cual fue utilizado para producir decenas de películas por artistas como Stan VanDerBeek, Knowlton y Lillian Schwartz. En lugar de valerse de programación en bruto, Beflix utilizaba primitivas básicas, como trazar una línea, copiar una región, llenar un área, acercar, etc.
En 1965, Michael Noll creó una película 3D con la técnica de proyección estereográfica, en la cual mostraba un ballet con varios personajes a base de líneas moviéndose por un escenario. Algunas de ellas mostraban figuras de cuatro dimensiones proyectadas en espacios 3D. Para 1967, Noll utilizaba su técnica de animación 4D para crear secuencias de títulos para el cortometraje Incredible Machine (producido por Bell Labs) y el especial de televisión The Unexplained (producido por Walt DeFaria). Muchos proyectos fueron llevados a cabo en ese momento.
Ivan Sutherland
Ivan Sutherland es considerado el creador de las gráficas computacionales interactivas y pionero de Internet. Trabajó para el laboratorio Lincoln en el MIT (Massachusetts Institute of Technology) en 1962, donde desarrolló un programa llamado Sketchpad I, el cual permitía a un usuario interactuar directamente con una imagen en pantalla, siendo ésta la primera Interfaz gráfica de usuario, y su programa es considerado como uno de los más influyentes de la historia.

## Mediados de 1960 – mediados de 1970
La Universidad de Utah
Utah fue el principal centro computacional durante este periodo. La facultad de ciencias computacionales fue fundada por David Evans en 1965, y muchas de las técnicas básicas del 3D fueron desarrolladas a principios de los 70 con el proyecto ARPA(Advanced Research Projects Agency). Entre tales técnicas se encuentran los sombreados Gouraud, Phong, y Blinn, mapas de texturas, algoritmos de determinación de cara oculta, subdivisión de superficies, trazado de líneas en tiempo real y los primeros intentos de realidad virtual. Robert Rivlin comentó en su libro The Algorithmic Image: Graphic Visions of the Computer Age, "casi todas las personas influyentes en la comunidad de los gráficos computacionales modernos han estado en la Universidad de Utah o se han puesto en contacto conmigo de alguna forma".
Evans y Sutherland
En 1968, Ivan Sutherland unió esfuerzos con David Evans para fundar la compañía Evans & Sutherland — cuando ambos eran profesores en el Departamento de Ciencias Computacionales en la Universidad de Utah, con el objetivo de crear un nuevo hardware diseñado para correr los sistemas desarrollados en la Universidad. Muchos de estos algoritmos dieron paso a equipos como el Geometry Engine, el Head-mounted display, el framebuffer, y simuladores de vuelo. Muchos de los empleados eran estudiantes activos o exalumnos, entre ellos Jim Clark, quien fundó Silicon Graphics en 1981, Ed Catmull, cofundador de Pixar en 1979, y John Warnock de Adobe Systems en 1982.
Primer personaje animado por computadora, Nikolai Konstantinov
En 1968 un grupo de físicos y matemáticos soviéticos con Nikolai Konstantinov al mando crearon un modelo matemático para determinar el movimiento de un gato. Con la ayuda de una computadora BESM-4, idearon un programa capaz de resolver ecuaciones diferenciales ordinarias para dicho modelo. La computadora devolvía el resultado de cientos de posiciones en papel utilizado los símbolos del alfabeto y después eran filmados en una secuencia, lo cual dio origen al primer personaje animado, el andar de un gato.
Estado de Ohio
Charles Csuri, un artista en la Universidad Estatal de Ohio (OSU), comenzó a experimentar con la aplicación de las gráficas computacionales en sus obras hacia 1963. Sus esfuerzos dieron como resultado un renombrado laboratorio de investigación con fondos de la Fundación Nacional para la Ciencia, así como de otras agencias gubernamentales y privadas. Su trabajo en la Universidad Estatal de Ohio se centró en los lenguajes de animación, modelado de ambientes complejos, interfaces enfocadas a usuarios finales, descripción de movimientos tanto humanos como de criaturas, entre otras áreas de interés en dicha disciplina.
Cibernética fortuita
En julio de 1968, la revista de Estudios de Artes Internacionales publicó un número especial titulado "Cybernetic Serendipity - the computer and the arts", en el cual se catalogó una vasta colección de artículos y ejemplos de trabajos hechos en el campo de las artes computacionales hechos en distintas organizaciones alrededor del mundo, y mostró exhibiciones tanto en Londres como en Nueva York. De entre los trabajos presentados destacaron dos; Chaos to Order por Charles Csuri (también conocido como Hummingbird), creado en la Universidad Estatak de Ohio en 1967, y Running Cola is Africa por Masao Komura y Koji Fujino creado en el Grupo de Técnicas Computacionales de Japón, también en 1967.
Scanimate
La primera máquina que alcanzó fama en los medios fue Scanimate, una computadora análoga diseñada y construida por Lee Harrison de la Corporación de Imágenes Computacionales en Denver. A partir de 1969, los sistemas Scanimate fueron utilizados para producir varias de las animaciones vistas en comerciales y títulos de series de la época. Era capaz de crear animaciones en tiempo real lo que significó un gran avance en esos momentos.
National Film Board of Canada
La National Film Board of Canada, la cual ya era un referente para las artes animadas, comenzó a experimentar con algunas técnicas por computadora en 1969. Uno de los pioneros más destacados fue el artista Peter Foldes, quien realizó Metadata en 1971. Su película constaba de dibujos animados que cambiaban gradualmente de una imagen a texto, valiéndose de la técnica conocida como "interpolación" (también conocida en inglés como "inbetweening" o "morphing"), la cual también es utilizada en numerosos trabajos durante la década de los sesenta. En 1974, Foldes consumó su trabajo titulado "Hunger / La Faim", la cual fue una de las primeras películas en mostrar la renderización de un sólido, lo cual le valió un premio en la categoría de cortometraje en el Festival de Cannes de 1974, así como una nominación a los Premios de la Academia.
Atlas Computer Laboratory y Antics
El en:Atlas Computer Laboratory cercano a Oxford fue durante muchos años la más grande instalación de animación por computadora en la Gran Bretaña. Su primer dibujo animado fue The Flexipede, por Tony Pritchett, el cual fue presentado públicamente en la Cybernetic Serendipity en 1968. El artista Colin Emmett y el animador Alan Kitching desarrollaron su primer sólido renderizado a un color en 1972, para la animación del título para el especial de televisión de la BBC The Burke Special.
En 1973, Kitching se centró en el desarrollo de un software llamado Antics, el cual permitía a los usuarios crear una animación sin la necesidad de conocer ningún lenguaje de programación. El paquete se basaba ampliamente en la técnica de celdas, pero a su vez disponía de una amplia variedad de herramientas que incluiría una cámara, efectos, interpolación, el uso de esqueletos para las figuras, cuadrícula y superposiciones. Cualquier número de dibujos o celdas podían ser animadas al mismo tiempo en un sinnúmero de formas utilizando distintos tipos de movimientos. En esa época únicamente el plotter a blanco y negro estaba disponible, pero Antics era capaz de producir una amplia gama de colores gracias al Technicolor Por ello el nombre de Antics fue acuñado como un acrónimo para ANimated Technicolor-Image Computer System. Antics fue utilizado en varios trabajos de animación, incluyendo el documental Finite Elements, producido por Atlas Lab en 1975.
A partir de los años setenta, gran parte del énfasis en las gráficas computacionales se desarrollaron en torno a incrementar el nivel de realismo a las imágenes 3D, y al desarrollo de efectos para su uso en largometrajes.
Primera animación digital en un largometraje
El primer largometraje en utilizar el procesamiento de imágenes digitales fue en 1973 con Westworld, una película de ciencia ficción escrita y dirigida por el novelista Michael Crichton, en la cual varios robots humanoides conviven con los humanos para proveerlos de entretenimiento. John Whitney, Jr, y Gary Demos quienes trabajaban para Information International, Inc., procesaron digitalmente fragmentos de la película para darle un toque “pixelado” a algunas escenas, con el fin de recrear la visión desde el punto de vista del androide Gunslinger. Tal efecto fue logrado al separar el color de la cinta en tres canales, luego se procesaba la información en un ordenador para convertirlos en bloques rectangulares según cada color, y finalmente devolver el resultado a la cinta de la película. Dicho proceso fue explicado en el artículo "Behind the scenes of Westworld" para la revista American Cinematographer.
SIGGRAPH
Sam Matsa quien tenía experiencia previa por su proyecto APT para el MIT, solicitó a la Association for Computing Machinery junto a Doug Ross y Andy Van Dam crear el Comité de Intereses Especiales en Gráficas Computacionales o SICGRAPH, por sus siglas en inglés. En 1974, dicho comité daría paso a la conferencia anual SIGGRAPH, la cual pronto se convertiría en referente en cuanto a innovaciones sobre la materia.

## Rumbo al 3D: 1970 - 1980
Inicios de la animación 3D en cine
La primera vez que se utilizaron imágenes en 3D fue en la secuela de “Westworld” titulada Futureworld (1976), dirigida por Richard T. Heffron. En ella se mostró una mano y rostro generados por computadora, creados por los entonces recién egresados de la Universidad de Utah Edwin Catmull y Fred Parke, las cuales habían utilizado en su corto experimental de 1971 llamado “A Computer Animated Hand” La tercera película en usar tal tecnología fue Star Wars (1977), escrita y dirigida por George Lucas, en las tomas de la Estrella de la Muerte, la mira de las computadoras de las naves X-wing y el famoso Halcón Milenario.
El corto animado ganador al Oscar en 1975 Great, sobre la vida del ingeniero de la época victoriana de nombre Isambard Kingdom Brunel, incluye una breve secuencia del modelo de uno de los proyectos de Brunel, el barco de vapor SS Great Eastern.
La película de Walt Disney titulada El abismo negro estrenada en 1979, de Gary Nelson utilizó un renderizado para representar un hoyo negro, con equipo creado por los ingenieros de Disney. En el mismo año, el filme de ciencia ficción Alien, de Ridley Scott, también se valió de modelos 3D, en este caso para las escenas que mostraban los monitores de navegación de la nave espacial, dicho material fue producido por Colin Emmett de Atlas Computer Laboratory.
Nelson Max
Aunque el Laboratorio Nacional Lawrence Livermore en California es reconocido por sus investigaciones de alto nivel en pro de la ciencia, también contribuyó a producir grandes avances en el campo de la animación por computadora durante este periodo, destacando a Nelson Max, quien se unió al laboratorio de Livemore en 1971, y cuyo filme en 1977 Turning a sphere inside out es considerado como una película clásica en el medio. Max también produjo una serie de modelos moleculares animados con aspecto realista que le sirvieron para demostrar el papel que podría jugar el CGI dentro de la ciencia. El interés de sus investigaciones se enfocó en el realismo tanto de imágenes de la naturaleza, gráficos moleculares, animación por computadora y visuales 3D con propósitos científicos. Posteriormente se desempeñó como director de gráficos computacionales para la empresa japonesa Fujitsu durante la Expo 85 y 90 de ese país.
NYIT
En 1974, Alex Schure, un prominente empresario de New York, fundó el Laboratorio de Gráficas Computacionales (CGL) en el Instituto de Tecnología de New York (NYIT). Schure logró armar el más sofisticado estudio de aquella época, con computadoras, equipo para la filmación y gráficos, contrató expertos en tecnología y varios artistas para trabajar en él, entre ellos Ed Catmull, Malcolm Blanchard, Fred Parke entre otros egresados de Utah, así como de otras partes del país, destacando a Ralph Guggenheim, Alvy Ray Smith y Ed Emshwiller. A finales de la década de los setenta, su equipo logró grandes contribuciones a las técnicas de renderizado, y desarrollaron software como los programas de animación Tween y SoftCel, así como su programa de dibujo Paint. Varios videos de NYIT se volvieron famosos, entre ellos Sunstone, de Ed Emshwiller, Inside a Quark, de Ned Greene, y The Works escrito por Lance Williams, que pretendìa ser el primer largometraje animado en utilizar imágenes generadas por computadora (CGI por sus siglas en inglés), sin embargo no pudo completarse, aunque un avance de la película si fue mostrado en la convención SIGGRAPH de 1982. Durante estos años, mucha gente dentro del NYIT CG Labs eran considerados como los mejores en el desarrollo e investigación de los gráficos por computadora en todo el mundo.
La calidad de los trabajos realizados en el NYIT atrajo la atención de George Lucas, quien se interesaba en el desarrollo de efectos CGI en su compañía Lucasfilm. En 1979, Lucas reclutó a grandes talentos del NYIT, entre ellos a Catmull, Smith y Guggenheim, mismos quienes años después emprenderían la empresa Pixar, fundada en 1986 con el apoyo de Apple Inc. y Steve Jobs.
Framebuffer
El framebuffer o framestore es una pantalla de gráficos configurada a una memoria buffer en donde se almacena la información completa de las imágenes en pantalla. Usualmente se trata de un arreglo rectangular de pixeles, siendo el número de píxeles tanto a lo largo y ancho de la pantalla lo que se denomina como resolución. Los valores de cada color se guardan dentro de los píxeles, abarcando desde 1-bit (monocromáticos), hasta 24-bit (color real, siendo 8-bits por cada color en el modelo RGB (Red-rojo, Green-verde y Blue-azul), e incluso de 32-bit, con 8-bits adicionales que son utilizados como una máscara de transparencia llamada (canal alfa). Antes del framebuffer, todas las pantallas de gráficos estaban basadas en vectores, trazando líneas de una coordenada a otra. El primer ejemplo conocido de framebuffer fue construido en 1969 en los Laboratorios Bell, donde Joan Miller implementó un sencillo programa de dibujo, que permitía a los usuarios "pintar" directamente sobre el framebuffer. Tal dispositivo contaba únicamente con 3-bits (pudiendo manejar sólo ocho colores).
En 1972-73, Richard Shoup desarrolló el sistema SuperPaint en Xerox, el cual utilizaba un framebuffer que permitía mostrar una resolución de 640 × 480 pixeles (en el formato de vídeo estándar NTSC) con una profundidad de 8-bit (permitiendo 256 colores). El software SuperPaint contenía todos los componentes básicos que después incluirían otros paquetes de dibujo; como pintar y modificar pixeles, una paleta de herramientas y efectos, etc, siendo así la primera solución que ofrecía dibujar y editar imágenes. Shoup también experimentó con las barras de color en las señales modificando sus colores, permitiendo a los sistemas producir una amplia gama de colores que no les permitía la limitante de 8-bit. El framebuffer de SuperPaint también podía utilizarse para capturar imágenes de una fuente de vídeo.
El primer framebuffer comercial se produjo en 1974 en Evans & Sutherland. Su costo era de $15,000 dólares, con una resolución de 512x512 a una escala de grises con 8-bit, fue un éxito entre los desarrolladores que no tenían los recursos para construir un framebuffer por su cuenta. Tiempo después, el NYIT creó el primer framebuffer a color con el espectro RGB a 24-bit, al conectar tres de los framebuffers creados por Evans y Sutherland en un mismo dispositivo, esto sirvió de base para el desarrollo de otros proyectos dentro del NYIT.
En 1975, la compañía inglesa Quantel, fundada en 1973 por Peter Michael, produjo el primer framebuffer comercial a color, el Quantel DFS 3000. Fue utilizado por primera vez para cubrir la transmisión televisiva de los Juegos Olímpicos de Montreal en 1976, pudiendo sobreponer imágenes (PiP) de la antorcha olímpica mientras en la misma pantalla se podía apreciar el corredor entrando al estadio. La tecnología de framebuffer significó un parte aguas en el futuro desarrollo de la televisión digital.
A finales de la década de los setenta, las computadoras personales como la Apple II soportaban framebuffers aunque con un espectro de colores reducido. Sin embargo, no fue sino hasta finales de la década de los ochenta que comenzó la verdadera revolución en la industria, cuando los framebuffers fueron capaces de almacenar imágenes de vídeo estándar en las computadoras. Hacia finales de la década de los noventa, los framebuffers en algún momento se convirtieron en un estándar en todas las computadoras personales.
Fractales
En esta época, se logró un paso más hacia el realismo en la animación 3D gracias al desarrollo de fractales. El término fue acuñado en 1975 por el matemático Benoit Mandelbrot, quien lo utilizó para extender el concepto teórico de dimensiones fractales en patrones geométricos de la naturaleza, y lo publicó en su libro Fractals: Form, Chance and Dimension en 1977.
En 1979–80, la primera película en hacer uso de fractales fue Vol Libre de Loren Carpenter, quien trabajaba en Boeing. En ella se mostraba un vuelo sobre un paisaje conformado por un fractal, y dicho video fue presentado en la SIGGRAPH de 1980. Carpenter en algún momento fue contratado por Pixar para crear un planeta fractal para la secuencia de Genesis Effect en Star Trek II: la ira de Khan en junio de 1982.
JPL y Jim Blinn
Bob Holzman de la NASA trabajaba en el departamento de Laboratorio de Propulsión a Chorro (Jet Propulsion Laboratory o JPL) en California y creó el Laboratorio de Gráficas Computacionales dentro del JPL en 1977, junto a un grupo de expertos para crear visuales a partir de los datos que obtenían con las misiones de la NASA. Con la recomendación por parte de Ivan Sutherland, Holzman contrató al graduado de la universidad de Utah Jim Blinn. Blinn trabajó con varias técnicas de manipulación de imágenes en la universidad, las cuales utilizó en sus tareas dentro de la NASA. Él produjo una serie de animaciones de vuelo entre las que se encontraban el Voyager, Pioneer y Galileo, naves sobrevolando Júpiter y Saturno con sus lunas. Blinn trabajó junto a Carl Sagan, creando las animaciones para su serie de televisión Cosmos: un viaje personal. Blinn desarrolló varias técnicas de modelación 3D, escribiendo varias artículos sobre ellas en el Instituto de Ingeniería Eléctrica y Electrónica IEEE (Institute of Electrical and Electronics Engineers), en su diario Computer Graphics and Applications.
Algunas de ellas incluían el trazado de ambientes, mejoras a modelos, la técnica "blobby", simulación de superficies ásperas y la simulación de superficies con colinas y terrosas. Después en los ochenta, Blinn desarrolló animaciones por computadora para la serie de televisión The Mechanical Universe, en la cual realizó más de 500 escenas para 52 programas de media hora en donde describía conceptos de física y matemáticas para estudiantes universitarios. Gracias a ello se enroló en otro proyecto sobre matemáticas llamado Project Mathematics!.
Control de movimientos de cámara
El control de movimientos de cámara o Motion control photography es una técnica que requiere de una computadora para grabar (o seguir) el movimiento exacto de una cámara en una toma específica, con el propósito de recrear nuevamente tal movimiento, ya sea en otra computadora; y en conjunto con los datos de movimiento de diversas fuentes, como por ejemplo elementos CGI. Los inicios de esta técnica fueron fundados por John Whitney en 1968 con algunos de sus trabajos como 2001: Odisea del espacio, y en los efectos de 1977 para la película de George Lucas, Star Wars: Episodio IV - Una nueva esperanza, en la recién creada empresa Industrial Light & Magic en California. En Industrial Light & Magic lograron crear una cámara controlada digitalmente llamada Dykstraflex, la cual era capaz de realizar movimientos complejos y repetibles alrededor de los modelos a escala y las maquetas, lo que permitió varios elementos por separado (naves, escenografías, etc.), para después coordinarlos entre ellos en posproducción. Sin embargo Dykstraflex no era una computadora sino una máquina cableada que se controlaba por medio de interruptores y perillas. No fue sino hasta 1981 que el primer sistema computarizado de este tipo fue desarrollado en Reino Unido por el diseñador Bill Mather quien trabajaba para Moving Picture Company.

## Los 80s
La década de los ochenta significó una expansión radical en el desarrollo de nuevas herramientas comerciales, como fue la incorporación a las estacions de trabajo la tecnología framebuffer, lo que en conjunto con otros avances las computadoras aumentaron no sólo su poder sino también su asequibilidad.
Silicon Graphics, Inc (SGI)
Silicon Graphics, Inc (SGI) fue una empresa fundada en 1981 por Jim Clark, dedicada a la fabricación tanto de equipos de cómputo de alto nivel y software. Su invento llamado Geometry Engine, se trataba de una serie de componentes en un procesador VLSI que podía calcular varias operaciones requeridas en una síntesis de imágenes- transformaciones de matrices, recortes y operaciones a escala que daban tales transformaciones un lugar en un espacio 3D. Clark intentó vender su idea a varias compañías alrededor del mundo, sin embargo al no encontrar comprador alguno, el y sus colegas de la Universidad Stanford decidieron fundar la empresa californiana Silicon Graphics, Inc.
El primer producto que lanzó a la vente SGI en 1984 fue su Sistema Integrado de Imágenes Ráster IRIS (Integrated Raster Imaging System). Utilizaba el procesador M68000 que contaba con 8 MHz y una memoria de 2 MB, una tarjeta framebuffer con una resolución 1024x1024, y un motor único de goemetría una gran capacidad para generar imágenes CG. Al inicio SGI estaba enfocado al mercado de gráficos 3D, sin embargo esta estrategia cambio luego de unos años hacia otras industrias como el cine, TV, etc.
Quantel
En 1981, Quantel lanzó el "Paintbox", El primer sistema de animación para usuarios finales, diseñado para la creación y composición de contenidos gráficos y de video para la televisión. Su esquema se centraba en mejorar el flujo de trabajo dentro del estudio para la producción de noticias en vivo. Básicamente se trataba de un framebuffer dentro de un software intuitivo, que rápidamente encontró su nicho en noticias, el tiempo, promocionales, comerciales y similares. A pesar de que era esencialmente una herramienta de diseño para imágenes fijas, también se utilizó en algunas ocasiones para animaciones por cuadro. Su lanzamiento significó una revolucionó para la producción de gráficos de televisión y en algunos casos siguen utilizándose en la actualidad debido a la calidad de su imagen y versatilidad.
En 1982 la empresa lanzó el Quantel Mirage, o DVM8000/1 "Digital Video Manipulator", un procesador en tiempo real para efectos de video, el cual estaba conformado por la unión de un hardware propio de la compañía y una computadora Hewlett-Packard. La máquina era capaz de deformar una fuente de video en vivo añadiendo mapas de texturas al azar a una forma tridimensional, a la cual el operador podía girar o acercar en tiempo real, al tiempo que podía interpolar o transformar dos formas diferentes. Fue considerado el primer procesador de efectos de video 3D en tiempo real, y el predecesor de máquinas como la DVE (Digital video effect). En 1985, Quantel produjo “Harry”, el primer sistema de edición no lineal y de composición de efectos totalmente digital.
Sun Microsystems, Inc
La compañía Sun Microsystems fue fundada en 1982 por Andy Bechtolsheim junto con otros egresados de la Universidad de Stanford. Bechtolsheim originalmente había diseñado la computadora SUN como una estación de trabajo CAD para la Red de la Universidad Stanford. (de ahí sus siglas en inglés "SUN”: Stanford University Network). CAD fue diseñado en base al procesador 68000 de Motorola con un sistema operativo Unix y una memoria virtual, y al igual que la SGI, contaba con una memoria de video integrada. Desarrollos posteriores incluyeron servidores y estaciones de trabajo construidas sobre su propia arquitectura base de procesadores RISC, y un conjunto de productos de software como el sistema operativo Solaris y la plataforma Java. Para los años noventa, las estaciones de trabajo Sun adquirieron popularidad por su capacidad para procesar CGI en 3D y su uso extendido dentro de la cinematografía — por ejemplo, la película de 1995 de Disney-Pixar Toy Story utilizó una granja de render conformada por 117 estaciones de trabajo Sun. Sun era en general un defensor de los sistemas abiertos en general y de Unix, siendo uno de los más grandes contribuidores al software de código abierto.
Comisión Nacional de Cine de Canadá (National Film BoardNFB)
El estudio de animación francés, NFB fundó su Centre d'animatique en 1980, con una inversión de 1 millón de dólares en sistemas CAD, y con un equipo de trabajo de seis especialistas en gráficos por computadora. Inicialmente la unidad se encargaba de crear secuencias CGI estereoscópicas para la película IMAX Transitions durante la Expo 86. Daniel Langlois, quien abandonaría el estudio en 1986 para fundar Softimage.
Primer sistema de animación para emisión
También en 1982, el primer sistema diseñado específicamente para crear animaciones listas para su emisión en televisión estándar fue producido por la compañía japonesa Nippon Univac Kaisha (“NUK” que más tarde se fusionaría con Burroughs), e incorporó el software de animación de Antics, desarrollado por Alan Kitching. La configuración estaba basada en el ordenador VAX 11/780, vinculado a un Bosch 1-inch VTR, a través del propio framebuffer de NUK. Este mismo framebuffer también mostraba repeticiones instantáneas en tiempo real de las secuencias de vectores animados, conocidos como (“line test” o “prueba de línea”), aunque una grabación a color tomaba algunos segundos por fotograma. El sistema complete se vendió con éxito a emisores y compañías productoras de animación en Japón. Más tarde, en los años ochenta, Kitching desarrolló algunas versiones de Antics para SGI y Mac, logrando así alcanzar otros mercados a nivel mundial.
Primeros sólidos CGI utilizados en Hollywood
La primera película en hacer un uso extensivo del CGI fue Tron, dirigida por Steven Lisberger, en 1982. Tron es recordada por marcar el inicio de una nueva era para los efectos especiales en la industria del cine, aunque en total fuesen utilizados apenas 20 minutos de animación, principalmente en las escenas que muestran al mundo virtual y en vehículos como motocicletas de luz, tanques y naves. Para crear las escenas CGI, Disney recurrió a las cuatro principales empresas de gráficos de computadora de ese tiempo: Triple-I, RA&A (ambas con sede en California), MAGI, y Digital Effects (ambos con sede en New York). Cada estudio trabajó en distintos aspactos de la película, sin colaborar entre ellos. Tron fue un éxito en taquillas, recaudando 33 millones de dólares, con tan sólo un presupuesto de 17 millones de dólares.
En 1984, Tron fue precedido por la película The Last Starfighter, de Universal Pictures / Lorimar y dirigida por Nick Castle, y fue una de las primeras películas de cine con un amplio uso de CGI para representar sus numerosas naves, entornos y escenas de batalla. Este fue un gran paso hacia delante, comparando con otras películas de ese tiempo como Return of the Jedi, la cual aún utilizada modelos a escala. Los gráficos para la película fueron diseñados por el artista Ron Cobb, y renderizados por Digital Productions en una supercomputadora Cray X-MP. Un total de 27 minutos con escenas CGI fueron producidos – considerados una enorme cantidad en aquel momento. La compañía estimó que hacer uso de la animación por computadora requería solamente la mitad del tiempo, y entre la mitad y un tercio del costo de los efectos especiales tradicionales. La película fue un éxito financiero, las ganancias superaron los 28 millones con un presupuesto estimado de 15 millones.
Interpolación y "morphing"
Los términos interpolación y Morphing son usualmente usados como sinónimos, y hacen referencia a la creación de una secuencia de imágenes en las que una de ellas se transforma gradualmente en otra por medio de pequeñas variaciones. Gráficamente, un ejemplo temprano pordía ser la famosa caricatura de Charles Philipon, en donde el rey francés Luis Felipe se convertía en una pera. La "interpolación" (o "tweening") es un término usado específicamente para las técnicas tradicionales de animación, y fue acuñado por E.G.Lutz en 1920 en su libro Dibujos Animados . Posteriormente el término sería adoptado por los pioneros de la animación por computadora John Whitney, Charles Csuri y Masao Komura. Éstas primeras animaciones eran vectores conformados únicamente por bocetos, y serían usualmente descritos matemáticamente como "“interpolación”". No fue sino hasta entrada la década de los setenta cuando aparecieron las primeras interpolaciones a colores (como la Antics de Alan Kitching en Atlas Lab, y el cortometraje de Peter Foldes La Faim), aunque estos trabajos aún se basaban en vectores.
El término “morphing” no se hizo presente sino hasta finales de los años ochenta, cuando se aplicó específicamente a la interpolación por computadora hecha con imágenes fotográficas, por ejemplo, para realizar la transformación de un rostro a otro de manera uniforme. La técnica utiliza rejillas (o “mallas”) superpuestas sobre las imágenes para delinear las características clave de un rostro (ojos, nariz, boca, etc.). De esta forma, el “morphing” intercala una malla con la siguiente, y usa la malla resultante para distorsionar la imagen y disolverla simultáneamente una con otra, preservando de esta forma una estructura interna completa y coherente. La distorsión de imágenes fotográficas por computadora fue creada por la NASA, a mediados de la década de los sesenta, con el propósito de alinear las imágenes obtenidas por los satélites Landsat y Skylab. El mapeo de texturas, es una técnica que sirve para proyectar una imagen a una superficie 3D, y fueron Jim Blinn y Martin Newll en 1976 quienes la utilizaran por primera vez. en 1980 Ed Catmull y Alvy Ray Smith publicaron un documento sobre las transformaciones geométricas en el cual se introdujo el algoritmo de deformación de la malla. La demostración más antigua de “morphing” fue durante la conferencia de SIGGRAPH, en la que Tom Brigham del NYIT presentó un cortometraje con una secuencia en la cual una mujer se transormaba en un lince.
La primera cinta cinematográfica en donde se usó la técnica del “morphing” o transformación fue en 1988 con la película de fantasía "Willow" de Ron Howard, donde el personaje principal, Willow, usa una varita mágica para transformar a un animal en otro, y en otro y finalmente a una hechicera.
Interpolación 3D
Con la llegada del CGI en 3D, la interpolación de modelos fotorealistas hizo posible alcanzar resultados similares al “morphing”, aunque técnicamente se traten de procesos completamente diferentes. Uno de los primeros intentos por utilizar esta técnica fue en película de 1977 de Nelson Max Turning a sphere inside out. Sin embargo en 1986 se logró refinar la técnica para la película Star Trek IV: The Voyage Home, de Leonard Nimoy, con los efectos especiales corriendo a cargo de George Lucasy su empresa Industrial Light & Magic (ILM). La película de Star Trek incluía la secuencia de un sueño en donde la tripulación viaja en el tiempo hacia el pasado, y sus rostros se transforman en otros. Para lograr el efecto, ILM empleó una nueva tecnología de escáner 3D, desarrollada por Cyberware para digitalizar las cabezas de los miembros del reparto y usar el archivo resultante para crear los modelos por computadora. Debido a que los modelos de cada cabeza tienen el mismo número de puntos clave (key points), la transformación de un personaje en otro fue una interpolación relativamente sencilla.
The Abyss
En 1989 James Cameron lanzó la película de acción submarina El Secreto del Abismo. Fue la primera película que incluyó CGI foto realista en sus escenas. La secuencia de cinco minutos muestra un tentáculo animado y fue creado por ILM, quienes diseñaron un programa que producía ondas de diferentes tamaños en la superficie del agua y propiedades kinésicas para el tentáculo, incluyendo reflexión, refracción y una secuencia de “morphing”. Aunque fuese corta, la exitosa combinación de CGI y acción en vivo fue considerada un hito dentro del campo.
Walt Disney & CAPS
A finales de los años ochenta se dio un nuevo hito dentro de la animación por computadora, pero en esta ocasión en el 2D: El desarrollo del sistema de Disney "Computer Animation Production System", más conocido como "CAPS". Ésta era una colección personalizada de software, escáneres y estaciones de trabajo en red desarrollado por The Walt Disney Company en colaboración con Pixar. Su propósito era computarizar la tinta, pintura y los procesos de posproducción de sus películas animadas de manera tradicional, para permitir una posproducción más eficiente y sofisticada dejando obsoleta la pintura a mano del celuloide. Los dibujos de los animadores y los escenarios eran escaneados en una computadora, y los dibujos animados son entintados y pintados por artistas digitales. Posteriormente, los dibujos y escenarios son combinados, utilizando un software que permite realizar movimientos de cámara, multiplanos entre otras técnicas, incluyendo la composición con material 3D. La primera película que utilizó este sistema fue La sirenita de 1989, para la escena cercana al final del arcoíris, pero el primer uso a gran escala fue en Bernardo y Bianca en Cangurolandia, siendo ésta la primera película animada de forma tradicional en producirse por computadora, e inclusive, la primera película 100% digital se había producido hasta ese entonces.

## Software de animación 3D durante los 80s
Los años ochenta fueron testigo de la aparición de muchos nuevos e importantes productos de software comerciales:
- 1982: Autodesk Inc fue fundada en California por John Walker, con la intención de diseñar software para PC's con su paquete estrella siendo AutoCAD. En 1986, la primera animación hecha con el software de Autodesk fue AutoFlix. El primer software de Autodesk dedicado enteramente a la animación 3D fue 3D Studio para DOS en 1990, desarrollado bajo la licencia de The Yost Group.[90][91]

- 1983: Alias Research fue fundada en Toronto, Canadá, por Stephen Bingham junto a otros, buscando enfocarse en estaciones de trabajo dedicadas al CGI para el mercado industrial y del entretenimiento. Su primer producto fue Alias-1 lanzado en 1985. Hacía 1989, Alias fue utilizado por James Cameron para su película El Secreto del Abismo, dándole al programa un estatus de alto nivel dentro de la animación. En 1990 el éxito de Autodesk los llevó a desarrollar PowerAnimator, más conocido como Alias.[92]

- 1984: La empresa Wavefront Technologies fue fundada por Bill Kovacs, en California, con la idea de producir gráficos computarizados para películas y televisión, así como desarrollar y vender su propio software con la ayuda de una máquina de SGI. Wavefront sacó a la venta su primer producto denominado Preview ese mismo año. El departamento de producción de la compañía ayudó a refinar el software al utilizarlo en proyectos como títulos de apertura para varios programas de televisión. En 1988, la compañía introdujo su programa Personal Visualiser.[93][94]

- 1984: La TDI (Thomson Digital Image) fue creada en Francia como una subsidiaria de la empresa de simulación aérea Thomson-CSF, con el fin de crear y comercializar su propio sistema 3D Explore, lanzado en 1986.

- 1984: Sogitec Audiovisuel, fue una división de Sogitec avionics en Francia, fundada por Xavier Nicolas con la intención de producir películas animadas por computadora, utilizando un software de 3D propio, el cual fue desarrollado en 1981 por Claude Mechoulam en Sogitec.[95]

- 1986: Softimage fue fundada en Montreal por el cineasta Daniel Langlois de la National Film Board, siendo su primer producto el Softimage Creative Environment, presentado durante la convención SIGGRAPH '88. Este producto fue el primero en integrar en un mismo software varios procesos que involucran al 3D como el modelado, la animación, y el renderizado. Tiempo después Creative Environment pasaría a llamarse Softimage 3D, convirtiéndose así en un producto estándar dentro de la industria.[96]

- 1987: Side Effects Software fue fundado por Kim Davidson y Greg Hermanovic en Toronto, Canadá, como una empresa dedicada al desarrollo de software para la producción de animación 3D y lanzó PRISMS, el cual adquirieron de su antiguo empleo en Omnibus. Side Effects Softwware fue desarrollando su herramienta hasta alcanzar éxito en la industria profesional.[97]

- 1989: Las compañías TDI y Sogitec se fusionan para crear ExMachina.

## CGI en los 90s
La animación por computadora al cine y TV
En la década de los noventa la técnica CGI había crecido lo suficiente para buscar llegar a otros medios como el cine y televisión, por lo que en 1991 fue uno de los mejores años para la animación, con dos películas que usaron CGI.
La primera fue Terminator 2: el juicio final de James Cameron, la cual atrajo la atención del público con el uso de la técnica CGI, lo que permitió animar a los dos robots "Terminator", siendo el modelo The "T-1000" capaz de mimetizar a otros personajes que hubiera tocado, gracias a su estructura de metal líquido que le permitía cambiar de forma. La mayor parte de los efectos en Terminator corrieron a cargo de Industrial Light & Magic, siendo este el proyecto CGI más ambicioso luego de la aclamada cinta Tron en 1982.
La otra fue la cinta de Disney La Bella y la Bestia, la cual fue la segunda película de animación 2D en usar completamente el sistema CAPS. Con este sistema fue posible combinar fácilmente arte hecho a mano con modelos 3D, en ella destacando la secuencia del Vals, en donde Bella y Bestia bailan en un salón CGI, mientras la cámara gira a su alrededor en el espacio tridimensional. Cabe destacar que La Bella y la Bestia fue la primera película animada en ser nominada a Mejor Película en los Premios de la Academia.
Para 1993 se logró otro avance gracias a Steven Spielberg con Jurassic Park, en la cual se logró integrar modelos 3D de dinosaurios con modelos animatronics a escala. Los animales CGI fueron creados en Industrial Light & Magic, quienes mostraron a Spielberg una escena en la que comparaban ambas técnicas con la cual Spielberg terminó decantándose por el CGI. Luego de su estreno el director George Lucas comentó que "se había cruzado una línea, por lo que las cosas no volverían a ser las mismas."
Bandada
Una bandada sucede cuando cierto grupo de aves (entre otros animales) se desplazan juntos en manadas. Un modelo matemático para simular el comportamiento de bandadas fue presentado en 1986 por Craig Reynolds y adoptado por varios animadores. Jurassic Park utiliza bandadas que se encontraban detalladamente descritas en el guion. Otras cintas que utilizaron el modelo de Raynolds fue Tim Burton en las escenas donde aparecían murciélagos de Batman Returns (1992), y la estampida de animales en la película de Disney El rey león (1994).
Con mejores herramientas, menor costo, y una creciente variedad de software, la técnica de CGI se esparció rápidamente en el cine y la televisión.
En 1993, Joseph Michael Straczynski creador de la serie Babylon 5 se convirtió en el primer director en usar CGI como principal herramienta para los efectos visuales de una serie, en lugar de utilizar modelos, seguido más tarde ese mismo año por Rockne S. O'Bannon que hizo lo propio con SeaQuest DSV.
En ese mismo año, la compañía francesa Studio Fantome produjo la primera serie de televisión animada por computadora, Insektors con 26 episodios de 13 minutos cada uno, aunque ya habían contado con la experiencia de su pequeña serie de cortos 3D Geometric Fables dos años antes, de la cual sus 50 episodios fueron lanzados en 5 cintas VHS. Tiempo después en 1994, la serie de televisión canadiense ReBoot estuvo al aire por 48 episodios, y la produjo Mainframe Entertainment.
En 1995 Disney-Pixar estrenaron el primer largometraje animado por computadora, Toy Story, la cual resultó ser un gran éxito comercial en todo el mundo. Fue dirigida por John Lasseter, cofundador de Pixar, quien antes había trabajado como animador en Disney, comenzó su carrera en Pixar con cortos como Luxo Jr. (1986), El Sueño de Rojo (1987), y Tin Toy (1988), el cual también fue el primer cortometraje animado por computadora en ganar un Premio de la Academia. Tras una serie de negociaciones en 1991, tanto Disney como Pixar, acordaron producir juntos una película, siendo Toy Story el primer trabajo que resultó de dicha unión.
Durante los años siguientes se fue popularizando la animación por computadora, creándose nuevos estudios de producción, mientras que los ya existentes hacían la transición de animación tradicional a CGI. Entre 1995 y 2005 en Estados Unidos el presupuesto promedio para realizar una película pasó de costar $5 millones a $40 millones de dólares. De acuerdo a Hutch Parker, Presidente de Producción de 20th Century Fox en 2005, "50% de las películas tienen efectos especiales de algún tipo, incluso algunos de ellos son personajes." Sin embargo a pesar de incrementarse el costo, las películas que utilizaban CGI para sus efectos especiales registraron ganancias 20% mayores en comparación a quienes no. Ya a principios del 2000, los efectos CGI se habían vuelto comunes en casi todas las películas.
Captura de movimiento
La técnica para capturar movimientos, motion capture or "Mocap" registra el movimiento de un objeto o persona, es aplicado en áreas como la medicina, deportes, robótica, ejército, así como en películas, series y videojuegos. Los primeros experimentos con esta técnica fueron en 1987, cuando el fotógrafo Eadweard Muybridge investigaba el movimiento de humanos y animales, los cuales aún son usados como referencias por muchos animadores. Antes de que existiera el Mocap, en el registro de movimientos se utilizaba un rotoscopio, en el cual el animador ponía la cinta en la que se encontraba el actor moviéndose, y la usaba como guía para dibujar a mano nuevamente cada cuadro. El primero en utilizar la técnica de rotoscopía fue Max Fleischer en la serie Out of the Inkwell en 1915, y fue usada en numerosas cintas desde entonces, siendo El Señor de los Anillos de Ralph Bakshi en 1978 uno de los trabajos más notables.
El registro por computadora de movimientos comenzó como una herramienta fotogrametrica de análisis para la investigación biomecánica durante los años setenta y ochenta. Un actor utiliza marcadores en el cuerpo cercanos a cada articulación, con el fin de identificar el movimiento según la posición y ángulo de cada marcador. Existen distintos tipos de marcadores como, luces, reflectores, LEDs, infrarrojos, inertes, mecánicos, inalámbricos RF, y se pueden llevar como un traje completo o pegados directamente al cuerpo del actor. Algunos sistemas son tan detallados que incluyen marcadores para el rostro y los dedos capaces de capturar expresiones mucho más sutiles. La computadora registra la información de los marcadores, para después ser utilizados por la computadora para animar un modelo ya sea 2D o 3D; también puede usarse para seguir el movimiento de una cámara. En los años noventa comenzó a popularizarse, incluso algunos videojuegos comenzaron a usarlas para animar a sus personajes, siendo uno de los primeros en usar Mocap fue Highlander: The Last of the MacLeods, en 1995 para Atari Jaguar.
Otro avance significativo para el Mocap fue durante la película Titanic , para la cual se requirieron cientos de personajes digitales. Dos años después en 1999 la técnica fue usada para dar vida a Jar-Jar Binks y otros personajes de la película Star Wars: Episodio I - La amenaza fantasma. En el año 2001 la primera película en usar completamente Mocap fue Final Fantasy: El espíritu en nosotros dirigida por Hironobu Sakaguchi, siendo además la primera en usar personajes CGI fotorealistas. Sin embargo la cinta no resultó ser un éxito en taquillas, pues las críticas culparon el hecho que los personajes CGI se aproximaban casi a los seres humanos, lo que causó rechazo por parte del público en lo que se conoce como "uncanny valley". En 2002, Peter Jackson con su película El Señor de los Anillos: las dos torres utilizó el primer sistema de captura de movimiento en tiempo real, lo que permitió al actor Andy Serkis animar el modelo 3D de Gollum en directo como si estuviera vivo.
La captura de movimientos o Mocap puede reemplazar en algunos aspectos a un animador experimentado, sin embargo aún no es capaz de crear movimientos exagerados comunes en la animación y los cuales resultan imposibles de interpretar con actores. Al final de los créditos en la película de Pixar Ratatouille un recuadro garantiza que fue hecha "100% animación pura - Sin Motion Capture!", aunque muchos defensores indican que el buen uso de la técnica involucra que el resultado lo puedan ajustar manualmente los animadores. Sin embargo, en 2010, la Academia de Artes y Ciencias Cinematográficas (AMPAS) en Estados Unidos, declaró que la técnica Mocap no sería considerada para "Mejor Película Animada", argumentando que la captura de movimientos no es una técnica de animación por sí misma.
Match moving
Match moving se refiere a la técnica de seguimiento de cámara, que registra el movimiento para replicarlo en una computadora. En lugar de utilizar sensores para grabar el movimiento, Match Moving utiliza imágenes grabadas en vivo, para después con un software seguir puntos específicos a lo largo de todos los cuadros de la escena, por lo que agrega elementos CGI en la toma con la posición correcta, escala, orientación y movimiento en relación con cada toma. La técnica puede ser utilizada tanto en 2D como en 3D para agregar elementos a las imágenes en vivo y añadir CGI como si hubiera estado ahí desde el inicio. Uno de los primeros software comerciales en utilizar Match Moving fue 3D-Equalizer por Science.D.Visions y rastrack de Hammerhead Productions, ambos lanzados a mediados de los noventa.
El sistema se basa en ubicar puntos a los cuales el algoritmo pueda fijarse y seguir, usualmente se eligen puntos brillantes u oscuros, bordes o esquinas, o alguna característica del rostro, dependiendo del uso que se le vaya a dar; el algoritmo devuelve una serie de coordenadas 2D, las cuales indican la posición de los objetos a lo largo de varios cuadros. En caso del 3D se necesita hacer una calibración para proyectar la información de la trayectoria 2D, a partir de ahí se hace una "reconstrucción" para recrear el objeto fotografiado con la información del recorrido. Con ello es posible mover una cámara virtual dentro de un programa 3D, para que los nuevos elementos animados se añadan a la escena original manteniendo la perspectiva correcta.
Durante la década de los noventa, la tecnología permitió que se añadieran dobles virtuales en las escenas de riesgo y junto con el Match moving, se desarrollaron efectos que hasta entonces eran imposibles. Los dobles generados por computadora también comenzaron a usarse para crear escenas con muchas personas, gracias a simuladores de multitudes. El hecho de que esta técnica se base principalmente en el software la hizo bastante accesible a medida que las computadoras bajaban de precio y consiguieron mayor rendimiento, que continúa usándose en los efectos de películas y series de televisión.
Virtual studio
En la televisión es habitual el uso de estudios virtuales los cuales permiten combinar personas en tiempo real con otros objetos y ambientes CGI de forma fluida, para ello es necesario que el ambiente 3D sea fijado automáticamente al movimiento que haga la cámara del estudio real, con dicho sistema es crear una transmisión de los datos que la computadora recibe de la cámara y añadir CGI mediante un software que utiliza la información de la cámara, ambas señales son mezcladas y listas para su transmisión. Generalmente se usan escenarios compuestos por pantallas verdes, los cuales se popularizaron en los programas de TV en la década de los noventa, siendo el primer sistema desarrollado para ello el Synthevision virtual studio desarrollado por la empresa japonesa NHK (Nippon Hoso Kyokai) en 1991, y usado por primera vez en el especial de ciencia, Nano-space.
 Sin embargo para el año 2000, las computadoras tenían la suficiente memoria para procesar los estudios virtuales en tiempo real sin la necesidad de editar nada en posproducción, aunque la técnica no es exclusiva de la televisión, también es usada en el cine, aunque no se requiere de ninguna operación en tiempo real sino que el movimiento de cámara puede registrarse y añadir después los elementos CGI durante el proceso de posproducción.
Machinima
Machinima utiliza los motores de renderizado 3D que se encuentran en los videojuegos, los cuales son capaces de hacer cálculos en tiempo real, con el fin de crear un corto animado, La Academia de Artes y Ciencias Machinima (Academy of Machinima Arts and Sciences o AMAS), una organización sin fines de lucro creada en 2002, dedicada a promover la animación Machinima, la define como "cinematografía en tiempo real dentro de un ambiente virtual 3D", por lo que AMAS otorga premios anuales a las mejores producciones en el ramo. El uso de motores de videojuegos para crear cortos animados tiene inicios con el videojuego Stunt Island de Disney Interactive Studios en 1992, así como grabaciones tomadas directamente de los videojuegos en primera persona Doom y Quake.

## Software de animación 3D en los noventa
En esta década hubo grandes desarrollos, fusiones y arreglos en la industria del 3D.
Se dio a los usuarios un entorno interactivo para crear y modificar los eventos dinámicos, como el agua, las nubes, la lluvia, el fuego y el polvo. El aspecto interactivo de este software fue revolucionario en su momento. Los usuarios fueron capaces de cambiar los parámetros y el sistema de partículas se actualiza en tiempo real.
- Wavefront luego del éxito de su programa Personal Visualiser lanzaron Dynamation en 1992, una herramienta capaz de modificar en forma interactiva un sistema de partículas como el agua, las nubes, la lluvia, el fuego y el polvo. En 1993, Wavefront compró Thomson Digital Images junto con su producto Explore, que incluía una herramienta de modelado 3Design, otra de animación Anim, y renderizado Interactive Photorealistic Renderer. En 1995 Wavefront es comprada por Silicon Graphics, y unida con Alias.[133]

- Alias Research diseñaron el programa PowerAnimator usado en películas como Terminator 2: el juicio final, Batman Returns y Jurassic Park, por lo que en 1993 comenzaron a desarrollar un nuevo software conocido como Maya. Los principales clientes de Alias abarcan las industrias del cine, series de TV, efectos especiales y videojuegos, así como muchos estudios importantes como Industrial Light & Magic, Pixar, Sony Pictures Imageworks, Walt Disney, y Warner Bros.. En 1995, SGI compró a la empresa junto con Wavefront creándose así Alias Wavefront y desde 2006 es propiedad de Autodesk.[134]

- Alias Wavefront se enfocó en desarrollar mejores herramientas para la creación de contenido digital, siendo PowerAnimator para crear los efectos de algunas películas como Toy Story y Batman Forever), además de videojuegos. Durante el tiempo que mantuvieron a Maya añadieron funciones como captura de movimientos, animación facial, métodos de desenfoque, etc. Se enfocaron a productos para diseño industrial como AliasStudio y Alias Designer los cuales se convirtieron insignias de Alias|Wavefront. Para 1998, Alias|Wavefront lanzó Maya como su producto 3D estrella, el cual fue el resultado de conjuntar tres herramientas, una de Wavefront llamada Advanced Visualizer, Power Animator propiedad de Alias, y Explore que fuera de Thomson Digital Images. Maya terminó por convertirse en una de las herramientas más importantes de la industria. En 2003 la compañía acortó su nombre a sólo "Alias" y un año después fue vendida a una iniciativa privada y finalmente en 2006 terminó en manos de Autodesk.[135][136]

- Softimage desarrolló nuevas características para su software Creative Environment, así como herramientas de Cinemática inversa (IK), deformadores por pesos, metaclay, animación de multitudes, entre otras. En 1994 Softimage fue comprada por Microsoft y renombrada como Softimage 3D.[137][138] En 1998, luego de portar sus aplicaciones a Windows y financiar el desarrollo de XSI y Softimage|DS, Microsoft decidió vender la empresa a Avid Technology, quienes estaban interesados en ampliar sus capacidades en efectos visuales. Diez años después en 2008, Autodesk compró la empresa y sus activos en animación, por lo que Softimage dejó de existir como una sola entidad; aunque los programas Softimage|DS sigue siendo propiedad de Avid bajo el nombre de Avid|DS.[139][140]

- Autodesk Inc descontinuó su software 3D Studio en 1996 Yost Group desarrolló 3D Studio Max para Windows NT, a un precio más bajo que sus competidores, por lo que se convirtió en una solución rentable para muchos profesionales en varias áreas como el cine, televisión, videojuegos, empresas, diseño industrial, educación, medicina y diseño web. En 2006, Autodesk compró Alias, por lo que sus herramientas fueron renombrandas como Autodesk 3ds Max y Autodesk Maya, convirtiéndose en una de las compañías más grandes de software 3D[141][142][143]

- Side Effects Software y su programa PRISMS fueron utilizados para crear visuales en la televisión y cine durante los años noventa, con películas como Twister, Día de la independencia y Titanic. En 1996, Side Effects Software lanzó un nuevo producto llamado Houdini, como su paquete 3D de nueva generación mucho más sofisticado y amigable para sus principales usuarios artistas que sus versiones anteriores. Houdini es usado en todo el mundo para crear animación de gran calidad para cine, televisión y videojuegos.[144][145][146]

## CGI en el nuevo milenio
En el año 2000 se marcaron nuevos avances en la simulación de superficies reflejantes y el rostro humano.
En ese año un equipo liderado por Paul Debevec logró capturar adecuadamente (y simular) los reflejos sobre un rostro humano, valiéndose de una caja de luz virtual. Estos avances fueron la pieza fundamental para dar inicio a las versiones digitales de los actores en las películas.
Cinematografía virtual
A inicios de la década del 2000 comenzó la cinematografía virtual, siendo consideradas las películas The Matrix Reloaded y The Matrix Revolutions las primeras que contaron con un diseño tan convincente que era difícil distinguir si en una escena había actores reales tomados con una cámara convencional o modelos 3D con simulaciones de cámara. Esto fue en parte a que algunas escenas se reconstruyeron y se trabajaron dentro de un ambiente virtual; como la escena de la pelea final entre Neo y el Agente Smith, la cual si hubiese sido filmada únicamente con pantallas verdes, hubiese tomado mucho tiempo para una escena de pocos minutos.

## Programas de animación 3D en los 2000
- Blender es un paquete de cinematografía virtual libre de código abierto, utilizado por profesionales y entusiastas por igual.
- Poser es un programa especializado en 3D, con una interfaz de usuario orientada a la animación de objetos.
- Pointstream Software Es un programa para capturar, editar y visualizar los datos de un escáner 3D como los de Arius3D, que son capaces de registrar mediante puntos la información XYZRGB.

## CGI en los 2010
Durante la expo SIGGRAPH 2013 Activision junto con la USC presentaron un rostro digital capaz de reaccionar en tiempo real llamado "Ira", para ello utilizaron el sistema creado por la USC llamado Light Stage X que emite 20 patrones de luz sobre el rostro y con una serie de fotografías es posible obtener un modelo 3D de alta resolución junto con texturas de una persona. El resultado final es bastante realista y aunque en un principio la técnica fue utilizada para efectos especiales en películas, ya comienzan a emplearse en los videojuegos.